# Selîșce, Litîn
Selîșce (în ucraineană Селище) este localitatea de reședință a comunei Selîșce din raionul Litîn, regiunea Vinnița, Ucraina.

## Demografie
Componența lingvistică a localității Selîșce
     Ucraineană (99,04%)
     Alte limbi (0,96%)
Conform recensământului din 2001, majoritatea populației localității Selîșce era vorbitoare de ucraineană (99,04%), existând în minoritate și vorbitori de alte limbi.